# Remington Модель 11-96
Remington Модель 11-96, також відомий як Euro Lightweight, самозарядний дробовик з відведенням порохових газів який випускала з 1996 по 1999 роки компанія Remington Arms. Журнал Shooting Industry назвав зброю дробовиком 1997 року.
Модель 11-96 є полегшеною версією Моделі 11-87. Його продавали лише під набій 12 калібру, можна використовувати набої довжиною 2+3⁄4-дюйма (7,0 см) або 3-дюйми (7,6 см). Дробовик поставляли з трьома чоками.